# Niccolò Galeotti
Niccolò Galeotti, (Vienne 1692 - Rome 1758) est un jésuite et érudit italien.

## Biographie
Issu d’une maison noble de Pise, né à Vienne en 1692, il enseigne en 1725 la physique à Macerata, et, de 1728 à 1749, la rhétorique à Rome, où il meurt en 1758. Il est versé dans les antiquités grecques et latines.

## Œuvres
Outre des éloges funèbres et des extraits d’écrivains grecs, il a publié :
- Museum Odescalcum, sive Thesaurus antiquarum gemmarum, etc., cum commentariis, Rome, 1747 ou 1751, in-fol. en deux parties. C’est la description de la collection d’antiques du prince Odelcalchi : les figures, en 103 planches, sont gravées par le fameux Pietro Santi Bartoli : les explications du P. Galeotti sont estimées des savants.
- Imagines præpositorum generalium Soc. Jesu delineatæ et æneis formis expressæ ab Arnold. Westerhout, ibid., 1748, in-fol. maj. Ce volume renferme quinze portraits gravés avec soin, et accompagnés de courtes notices en latin et en italien, par le P. Galeotti. Ce savant religieux a aussi enrichi de notes les Gemmæ antiquæ litteratæ, de Ficoroni, Rome, 1757, in-4°.